# 퍼블릭 아이비
퍼블릭 아이비(Public Ivy)는 리처드 몰(Richard Moll)이 창안한 개념으로, 그의 저서 《The Public Ivy's: A Guide to America's Best Public Undergraduate Colleges and Universities》에 의하면 "공립대학의 학비로 아이비리그 수준의 경험을 제공하는 대학교"를 의미한다. 《Journal of Blacks in Higher Education》에 따르면 몇몇 엄선된 주립대학, 즉 퍼블릭 아이비는 저명한 교수진과 더불어 인종을 막론한 최우수 학생을 성공적으로 유치함으로써 아이비리그에 필적할 만한 학문적 역량으로 대등하게 겨루는 수준이 되었다.

## 기원
예일 대학교를 비롯한 다양한 학교에서 입학사정관을 역임한 리처드 몰은 1985년 전미 대학교를 직접 답사하며 학문적 수준, 교수진 역량, 학비, 캠퍼스 시설, 가용 자원, 역사, 학풍과 전통 등을 기준으로 평가하였다. 이렇게 아이비리그의 학교 수에 상응하는 8개의 공립대학교를 선정하여 아이비리그에 비견할 만한 "퍼블릭 아이비(Public Ivy)"로 지칭하였다. 이때 캘리포니아 대학교는 저서 출간 당시의 "캘리포니아 대학교 시스템 전체(the entire University of California system)"를 포괄하였다.

## 오리지널 리스트(Original Eight, 1985)
다음은 퍼블릭 아이비의 "오리지널 에잇(Original Eight)"에 해당하는 8개 대학 목록이다(영문 알파벳순).
- 윌리엄 & 메리 대학교 (College of William & Mary)
- 마이애미 대학교 (오하이오주) (Miami University-Oxford)
- 캘리포니아 대학교 (2005년에 개교한 UC Merced를 제외한 1985년 당시 UC 캠퍼스 전체, 즉 UC Berkeley, UC Davis, UC Irvine, UC Los Angeles, UC Riverside, UC San Diego, UC Santa Barbara, UC Santa Cruz)
- 미시간 대학교 (University of Michigan)
- 노스캐롤라이나 대학교 채플힐 (University of North Carolina at Chapel Hill)
- 텍사스 대학교 오스틴 (The University of Texas at Austin)
- 버몬트 대학교 (University of Vermont)
- 버지니아 대학교 (University of Virginia)

### 유력 후보군(Worthy Runners-up)
다음은 퍼블릭 아이비의 "유력 후보군(worthy runners-up)"에 해당하는 9개 대학 목록이다(영문 알파벳순).
- 콜로라도 대학교 볼더 (University of Colorado Boulder)
- 조지아 공과대학교 (Georgia Institute of Technology)
- 일리노이 대학교 어배너-섐페인 (University of Illinois Urbana-Champaign)
- 플로리다 뉴 칼리지 (New College of Florida)
- 펜실베이니아 주립 대학교 (Pennsylvania State University)
- 피츠버그 대학교 (University of Pittsburgh)
- 뉴욕 주립 대학교 빙엄턴 (State University of New York at Binghamton 또는 Binghamton University)
- 워싱턴 대학교 (University of Washington)
- 위스콘신 대학교 매디슨 (University of Wisconsin-Madison)

## 주요 업데이트(Greenes' Guides, 2001)
한편, 여느 대학 랭킹이나 컨퍼런스 리그 등과 마찬가지로 시대의 흐름에 따라 "퍼블릭 아이비(Public Ivy)" 대학 목록도 수차례 변모를 거쳤다. 그 중에서도 주목할 만한 업데이트는 2001년에 출간된 하워드 그린, 매튜 그린(Howard and Matthew Greene) 공저의 저서 《The Public Ivies: America's Flagship Public Universities》에서 다음 30개 대학을 퍼블릭 아이비로 지목한 것이다(2001년 Greenes' Guides 나열순).
| - 펜실베니아 주립 대학교 (Pennsylvania State University) - 럿거스 대학교 (Rutgers University) - 뉴욕 주립 대학교 빙엄턴 (Binghamton University-SUNY) - 코네티컷 대학교 (University of Connecticut) - 윌리엄 & 메리 대학교 (College of William & Mary) - 델라웨어 대학교 (University of Delaware) - 메릴랜드 대학교 (University of Maryland, College Park) - 버지니아 대학교 (University of Virginia) - 플로리다 대학교 (University of Florida) - 조지아 대학교 (University of Georgia) - 노스캐롤라이나 대학교 채플힐 (UNC Chapel Hill) - 텍사스 대학교 오스틴 (The University of Texas at Austin) | - 애리조나 대학교 (University of Arizona) - 캘리포니아 대학교 버클리 (UC Berkeley) - 캘리포니아 대학교 데이비스 (UC Davis) - 캘리포니아 대학교 어바인 (UC Irvine) - 캘리포니아 대학교 로스앤젤레스 (UCLA) - 캘리포니아 대학교 샌디에이고 (UC San Diego) - 캘리포니아 대학교 샌타바버라 (UC Santa Barbara) - 콜로라도 대학교 볼더 (University of Colorado Boulder) - 워싱턴 대학교 (University of Washington) - 인디애나 대학교 블루밍턴 (Indiana University Bloomington) - 마이애미 대학교 (오하이오주) (Miami University-Oxford) - 미시간 주립 대학교 (Michigan State University) - 오하이오 주립 대학교 (The Ohio State University) - 일리노이 대학교 어배너-섐페인 (UIUC) - 아이오와 대학교 (University of Iowa) - 미시간 대학교 (University of Michigan) - 미네소타 대학교 (University of Minnesota, Twin Cities) - 위스콘신 대학교 매디슨 (University of Wisconsin-Madison) |

## 사진(Original Eight-Worthy Runners-up-Greenes' Guides 순)

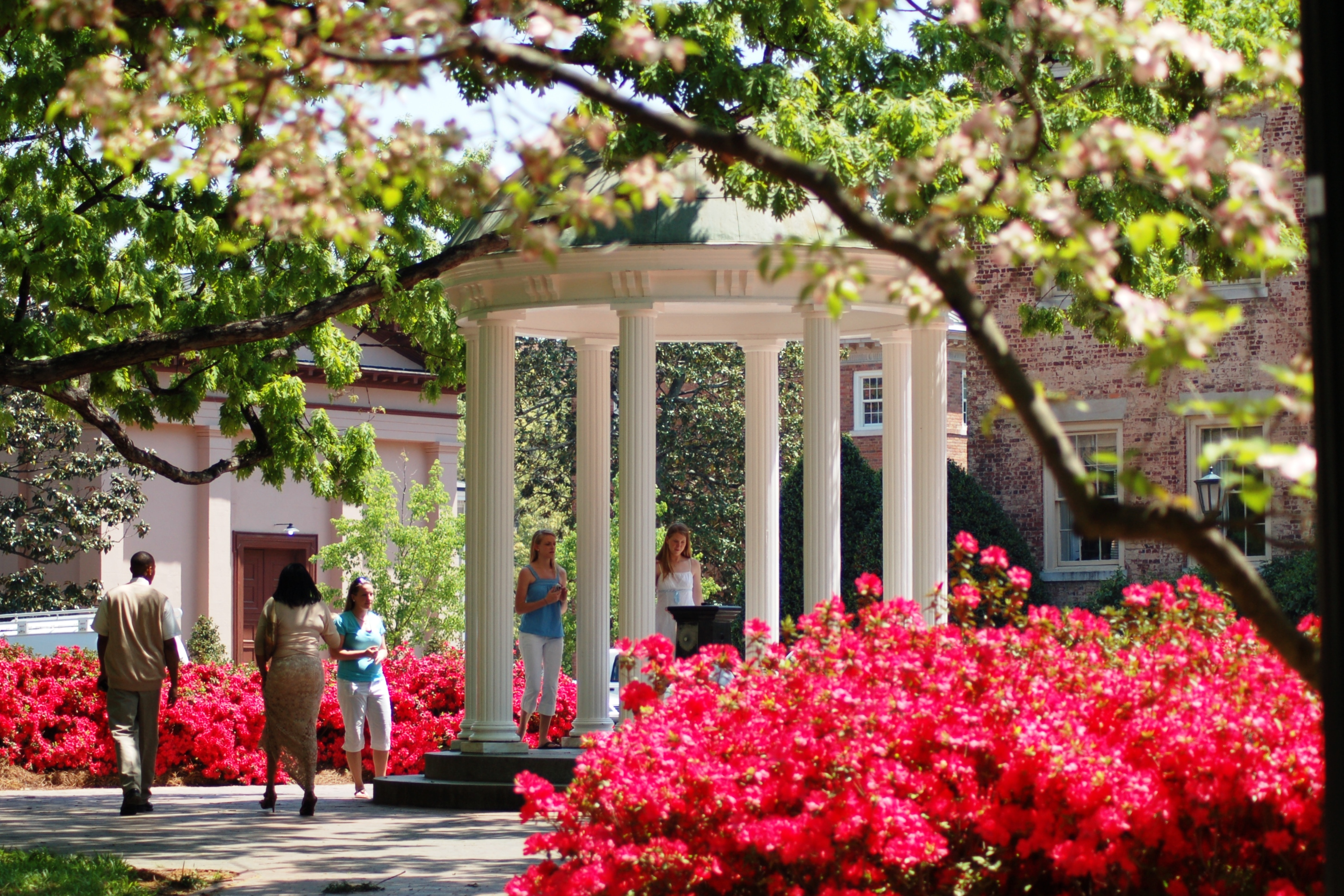
노스캐롤라이나 대학교 채플힐 UNC Chapel Hill
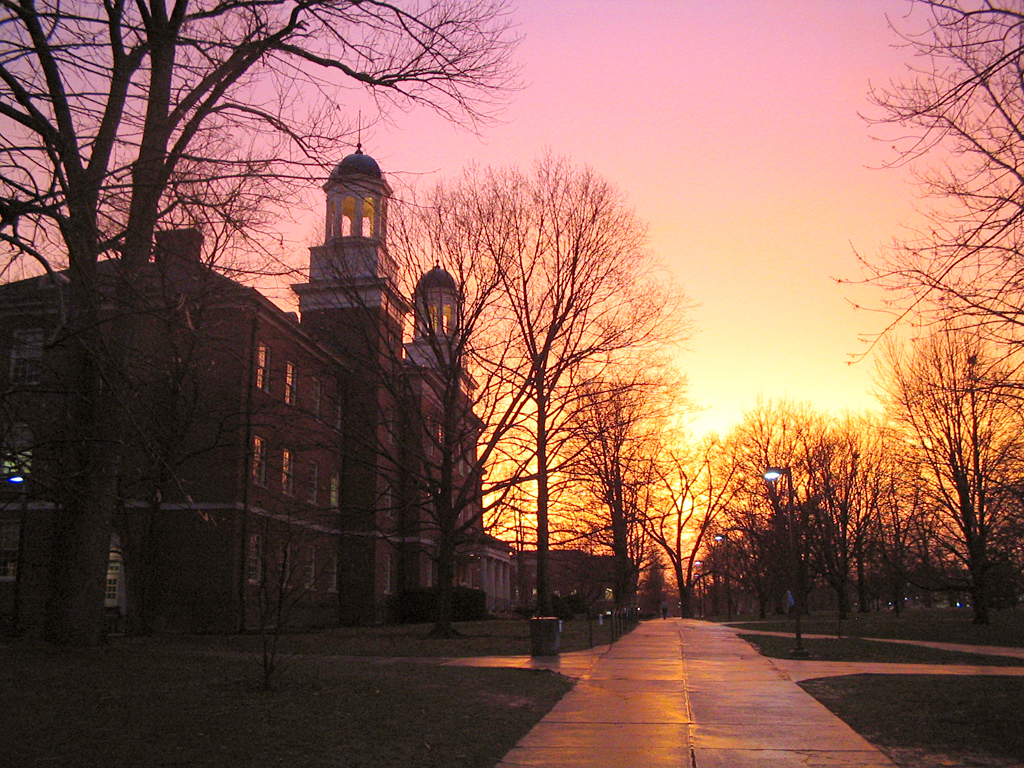
마이애미 대학교 (오하이오주) Miami University-Oxford
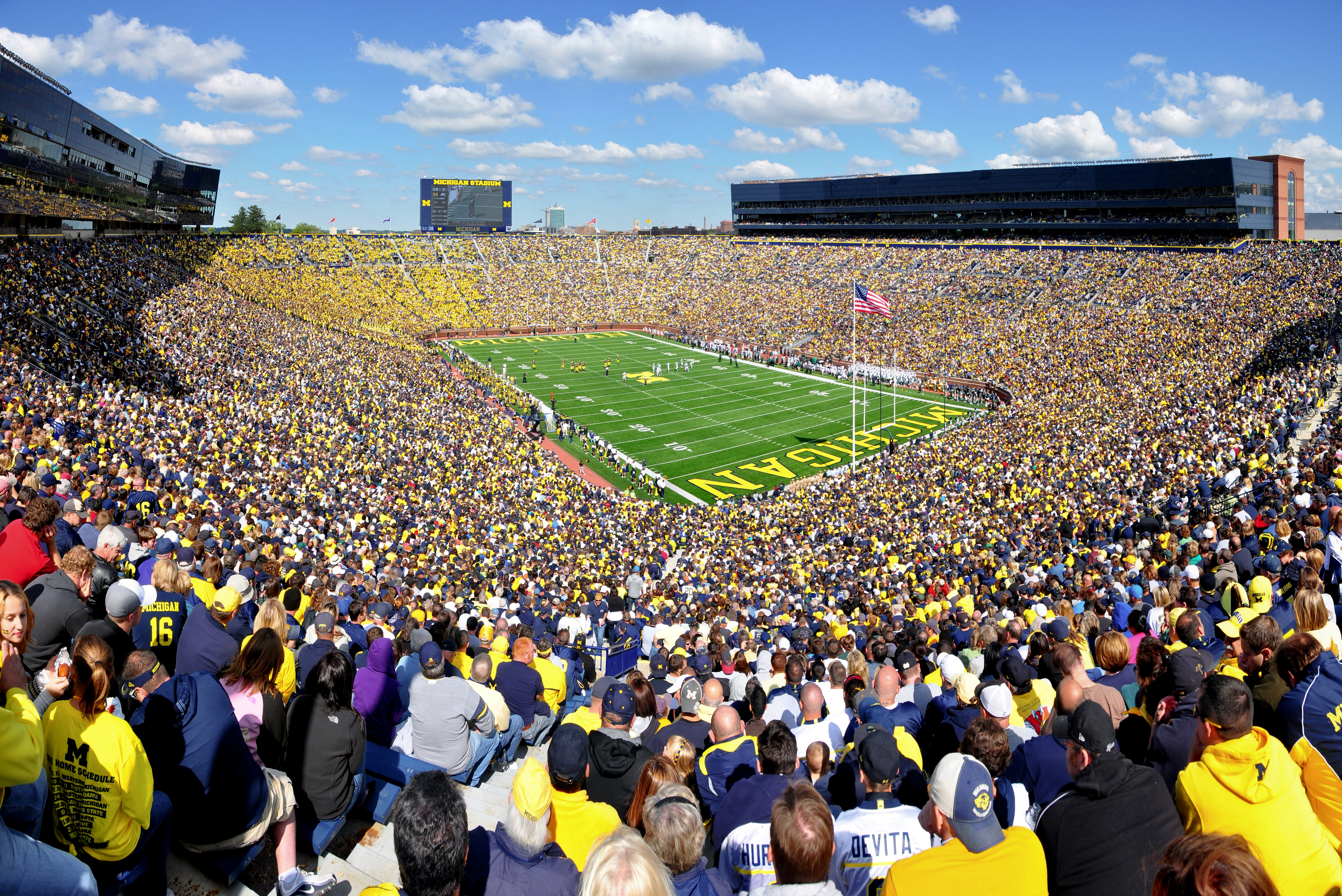
미시간 대학교 University of Michigan
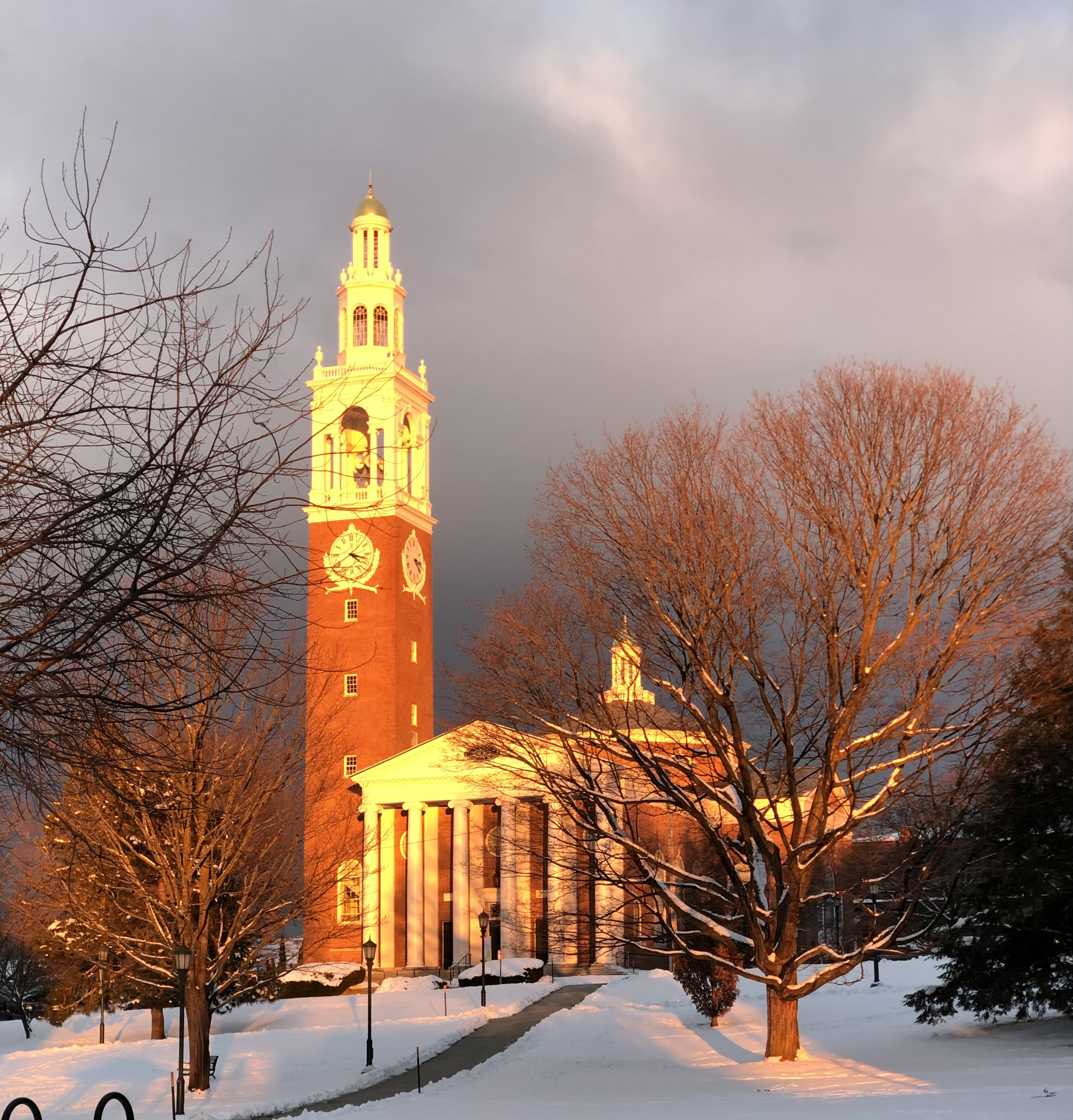
버몬트 대학교 University of Vermont
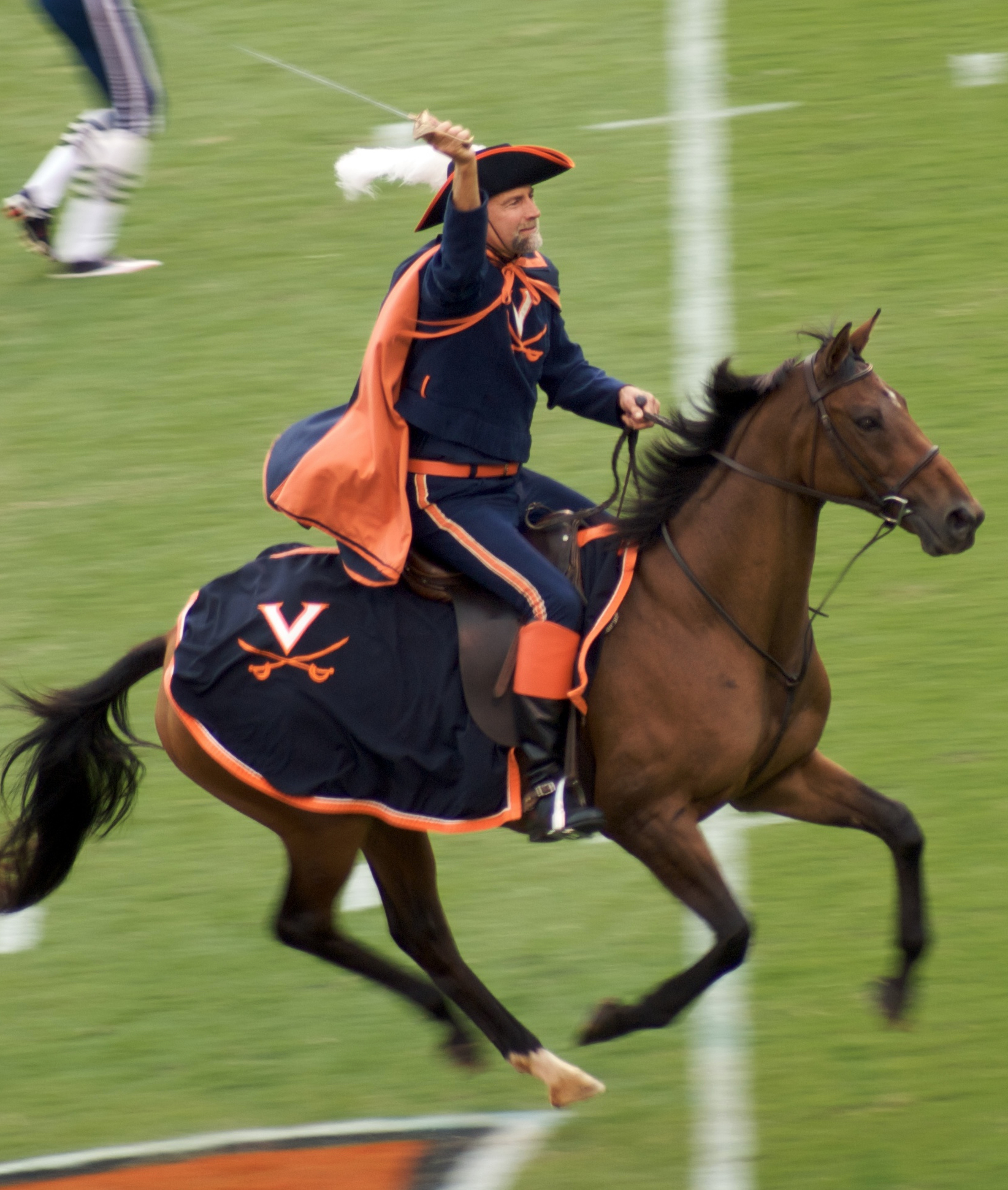
버지니아 대학교 University of Virginia
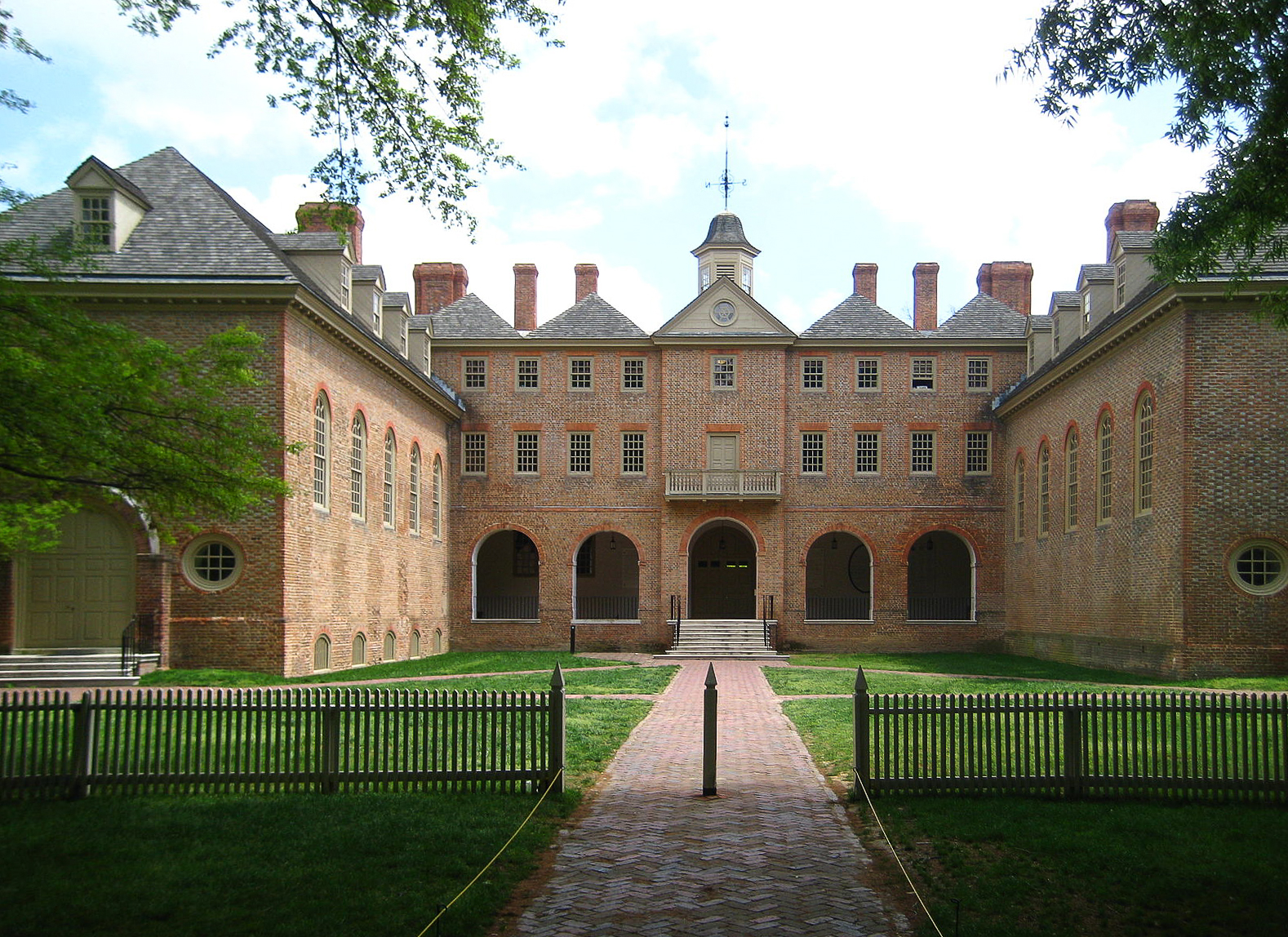
윌리엄 앤 메리 대학교 William & Mary
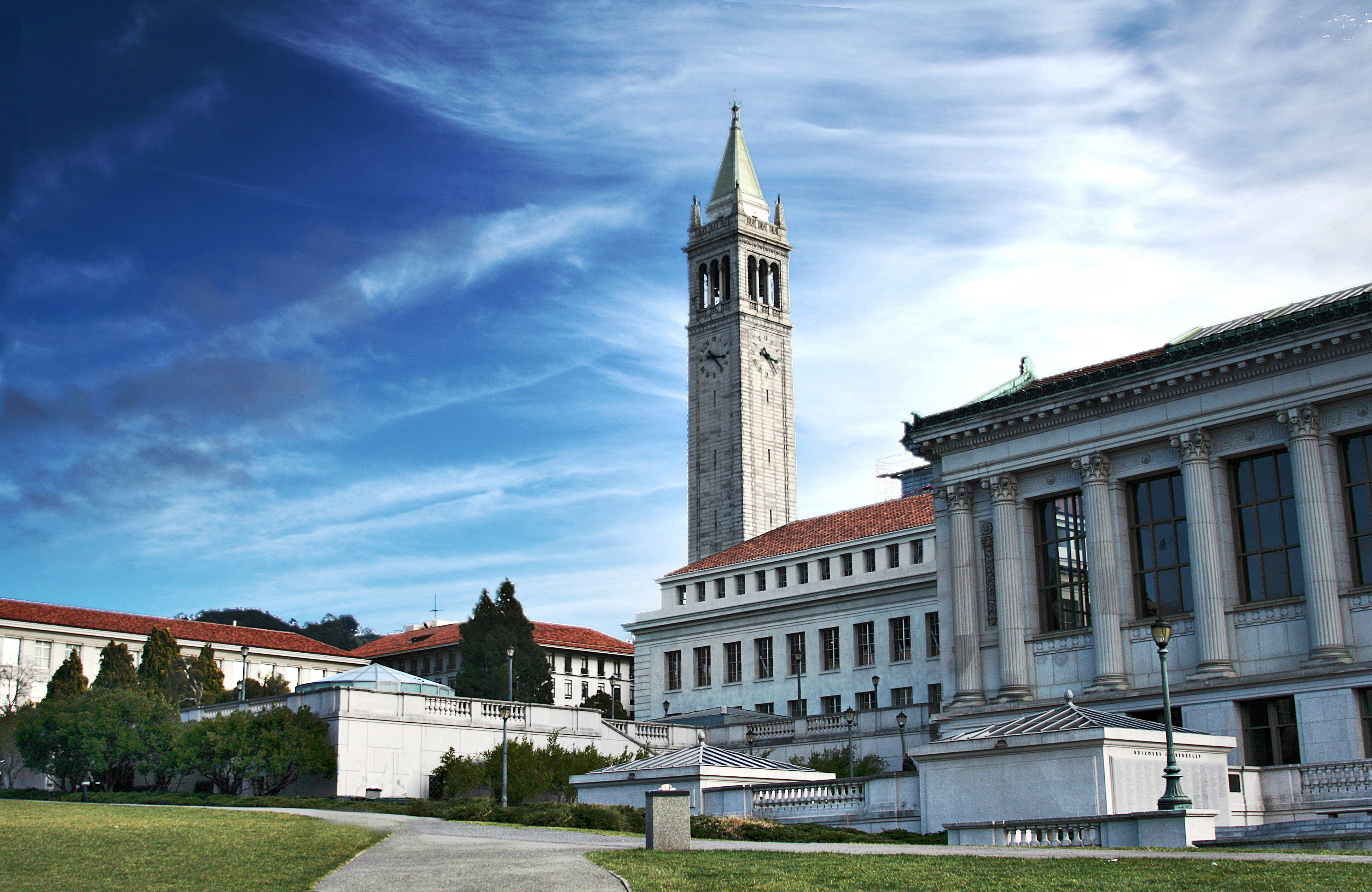
캘리포니아 대학교 University of California system
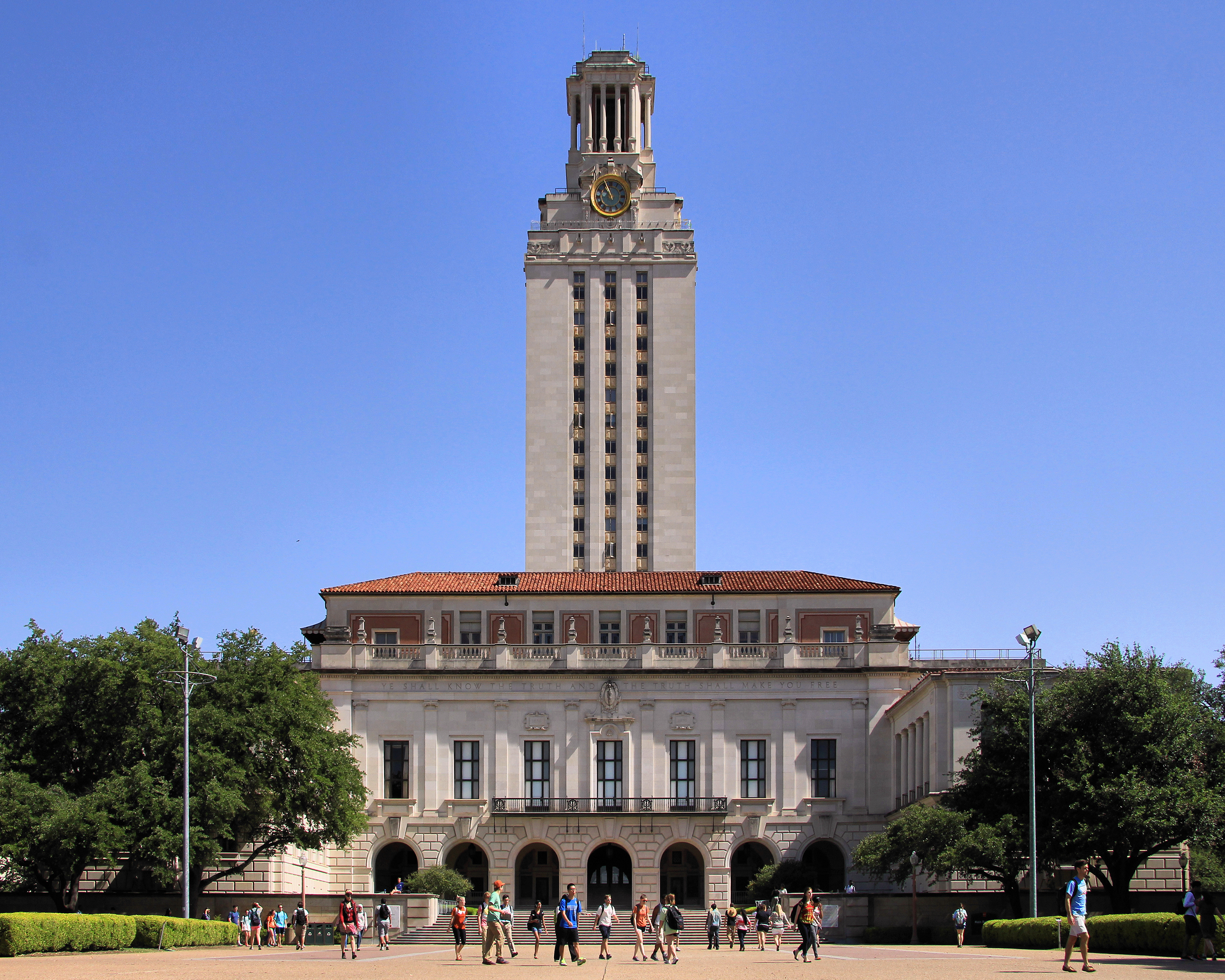
텍사스 대학교 오스틴 The University of Texas at Austin
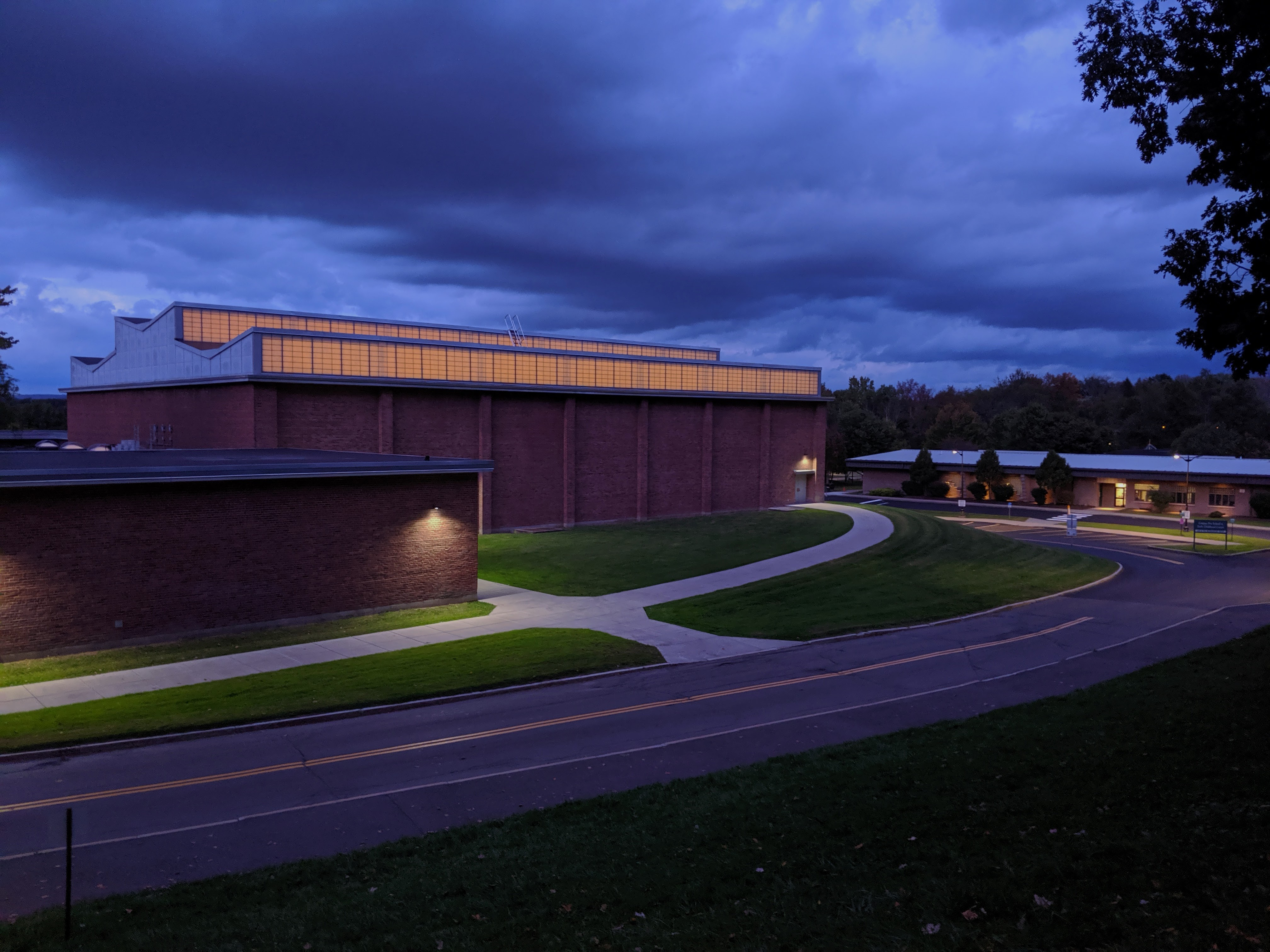
뉴욕 주립 대학교 빙엄턴 Binghamton University-SUNY
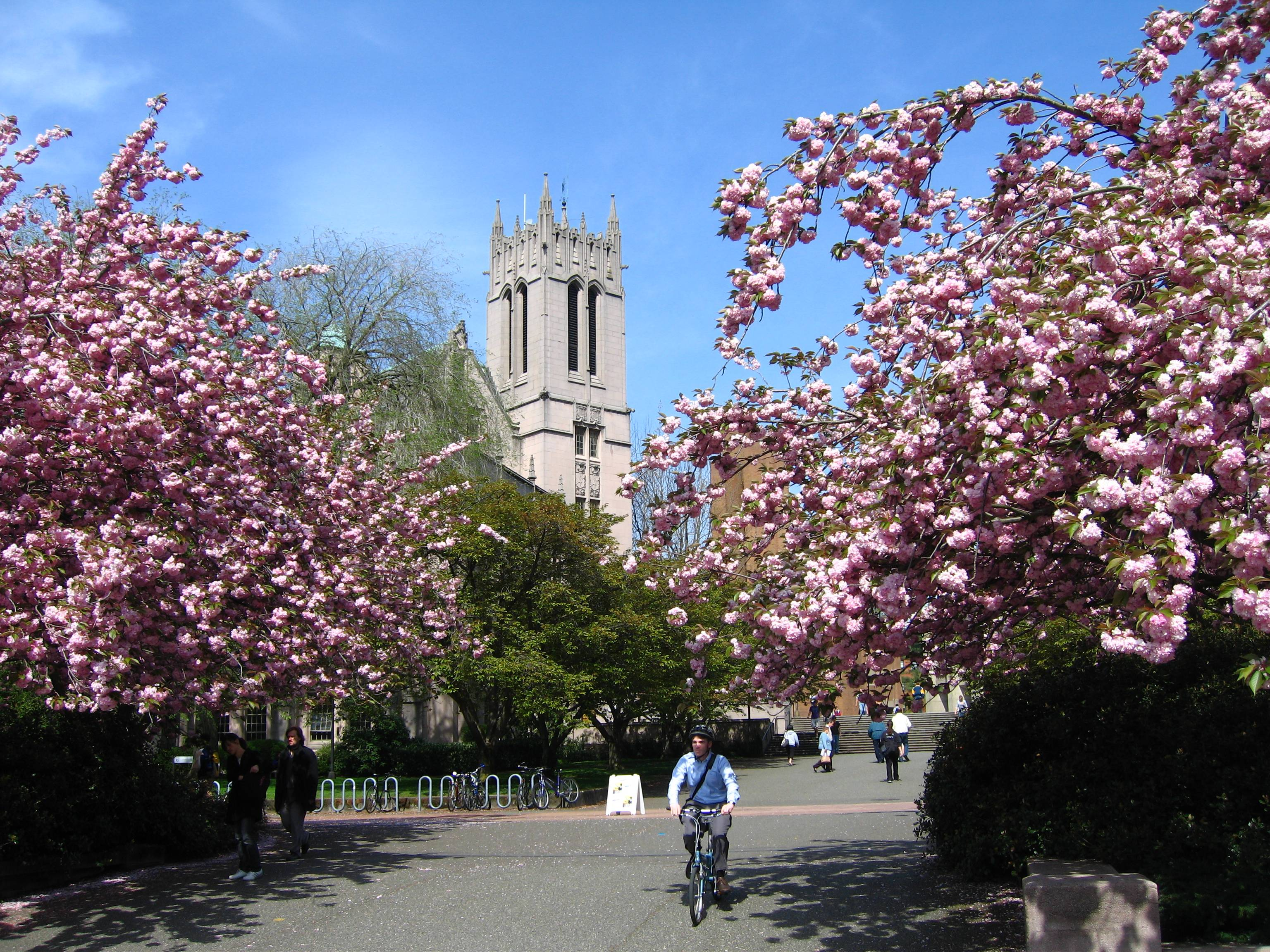
워싱턴 대학교 University of Washington
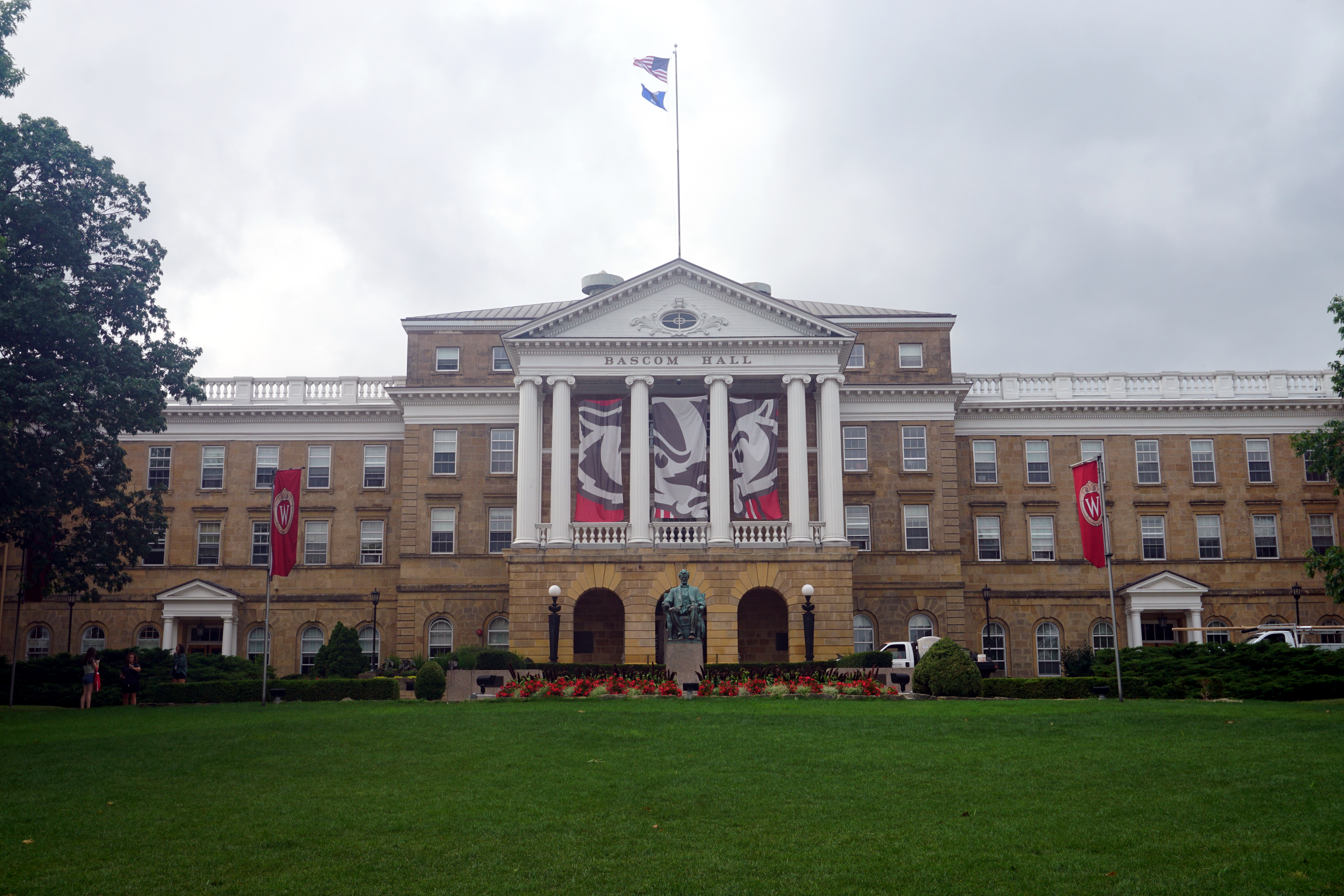
위스콘신 대학교 매디슨 University of Wisconsin-Madison
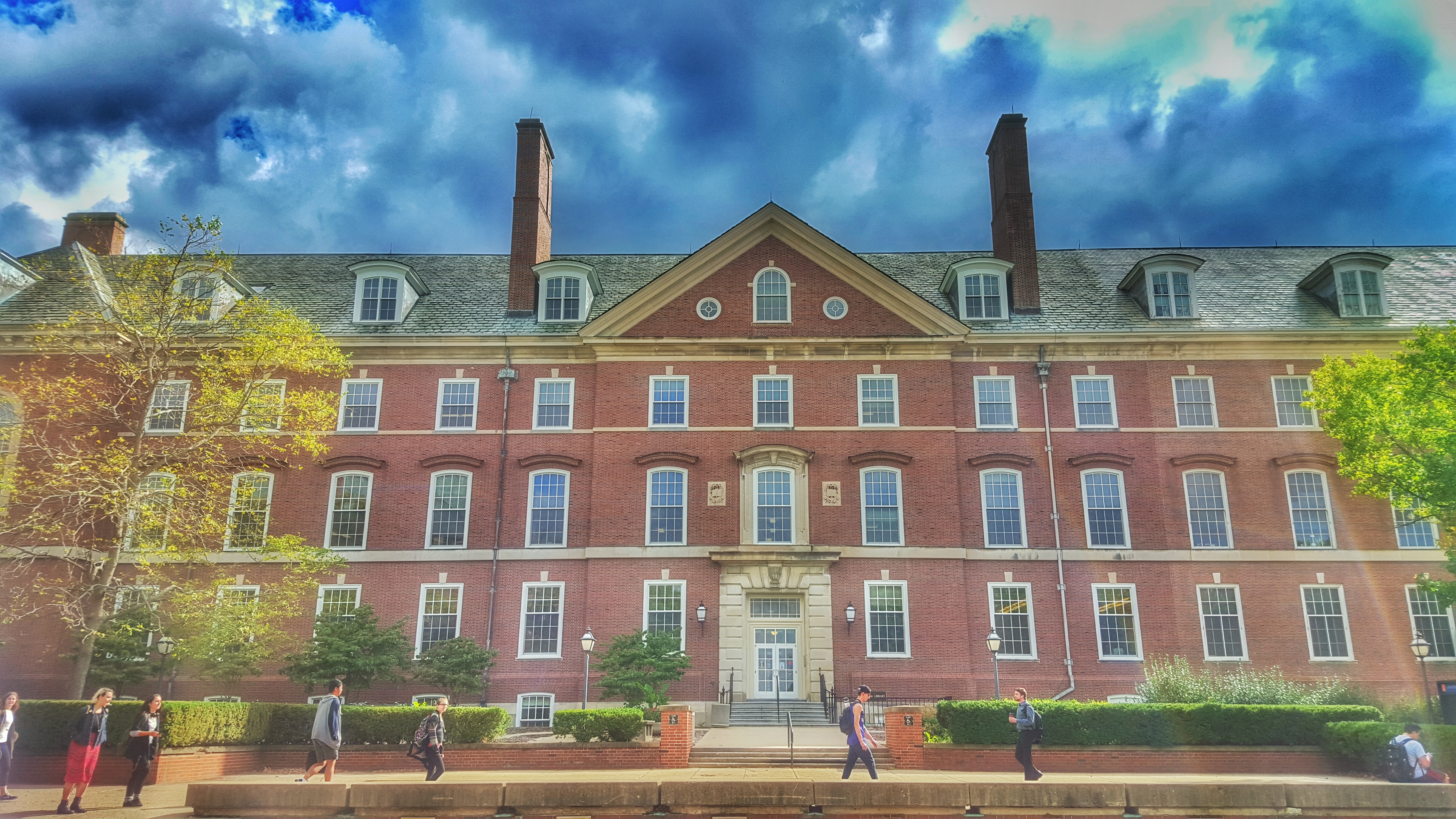
일리노이 대학교 어배너-섐페인 UIUC
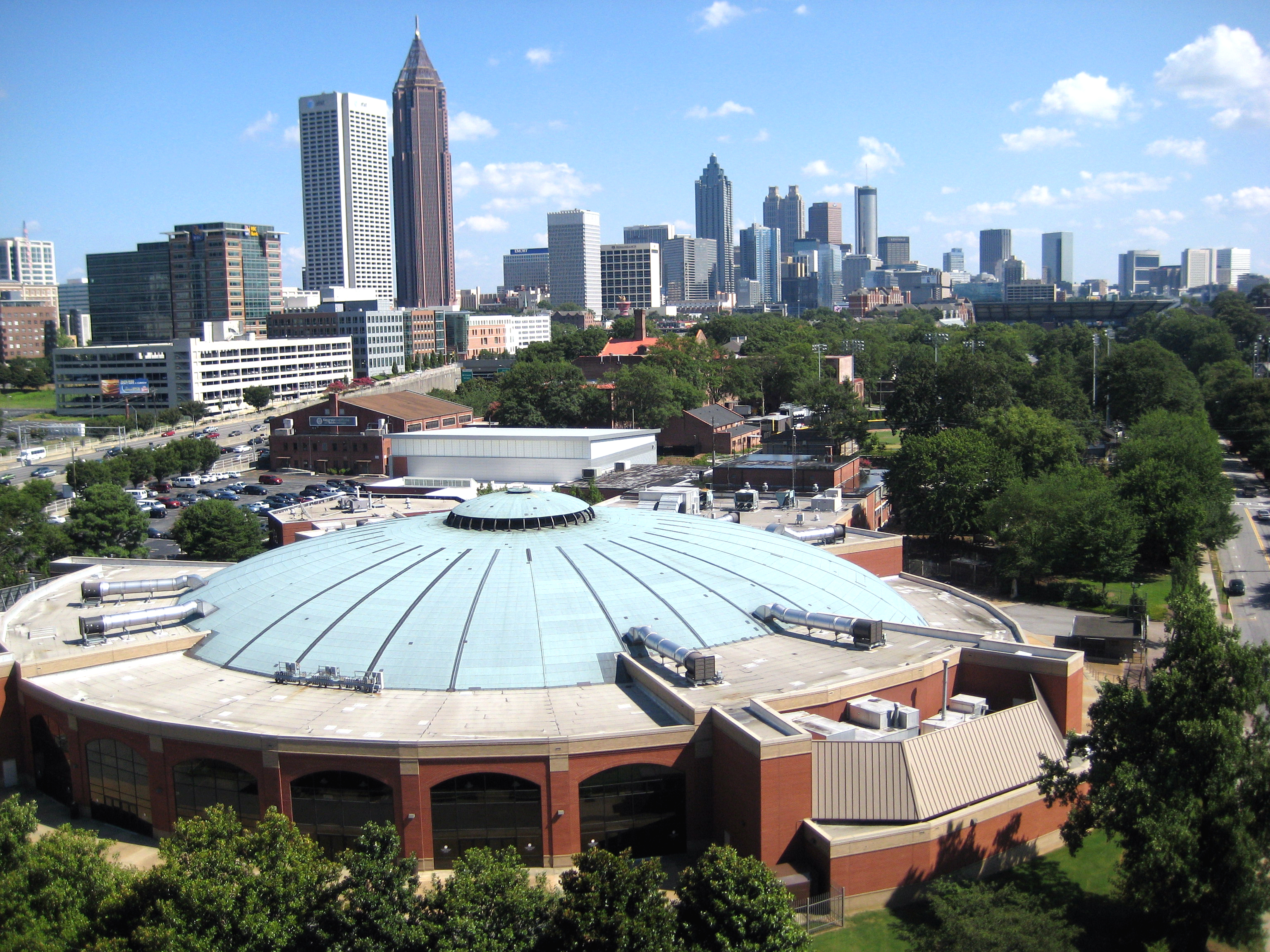
조지아 공과대학교 Georgia Tech
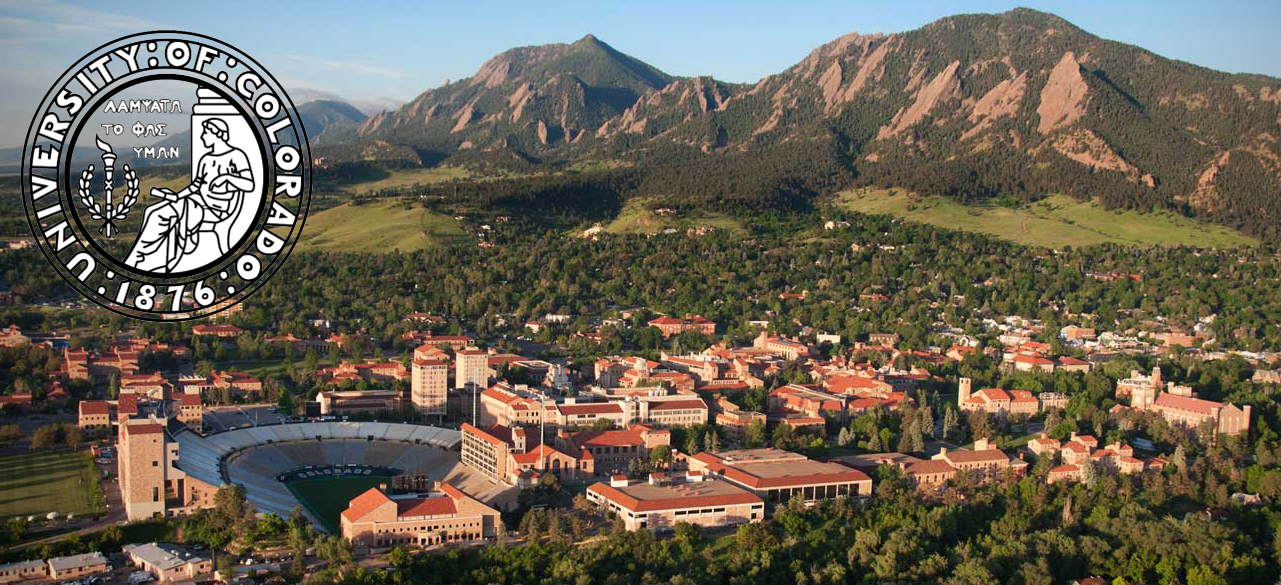
콜로라도 대학교 볼더 CU Boulder
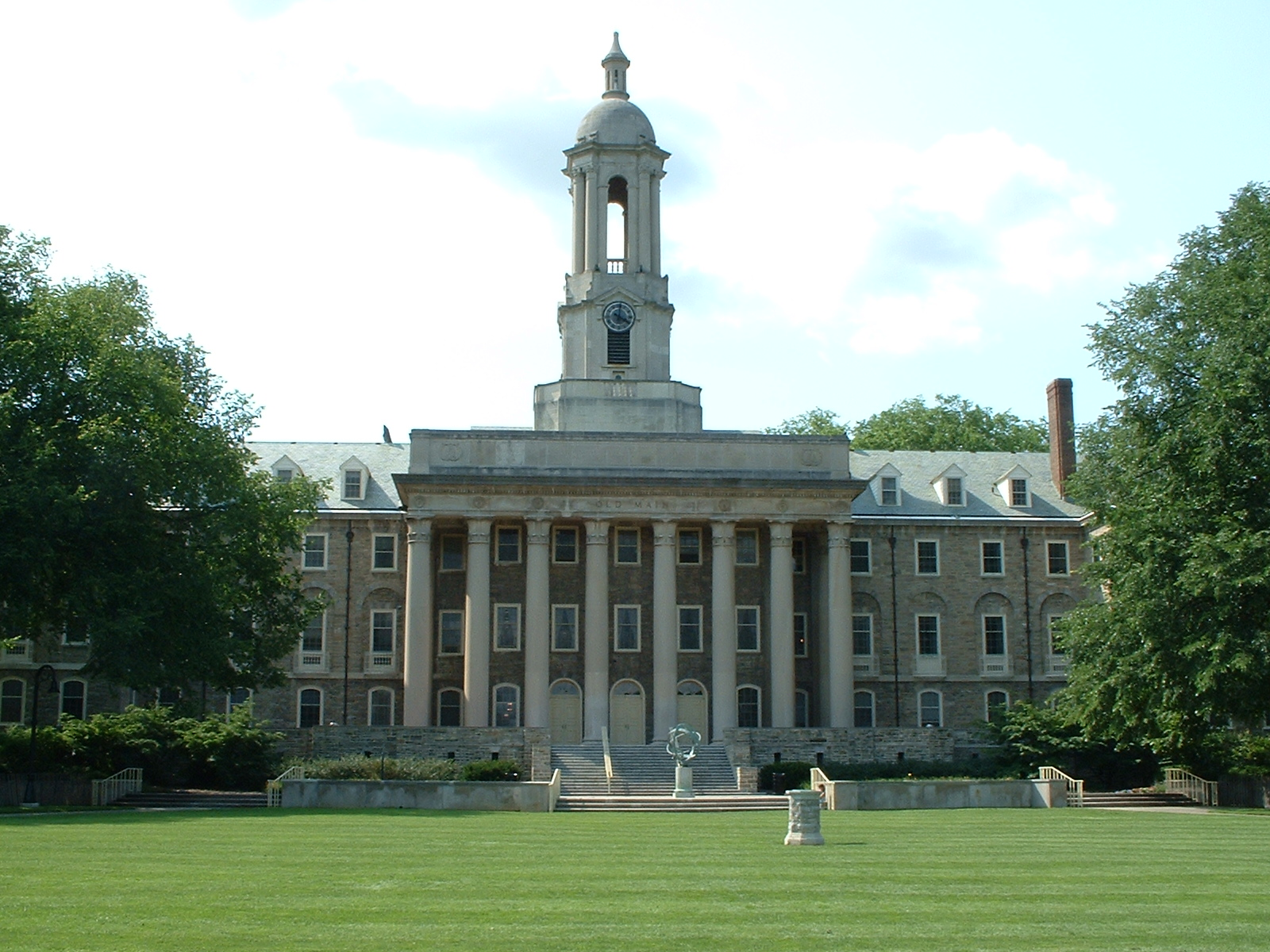
펜실베이니아 주립대 Pennsylvania State University
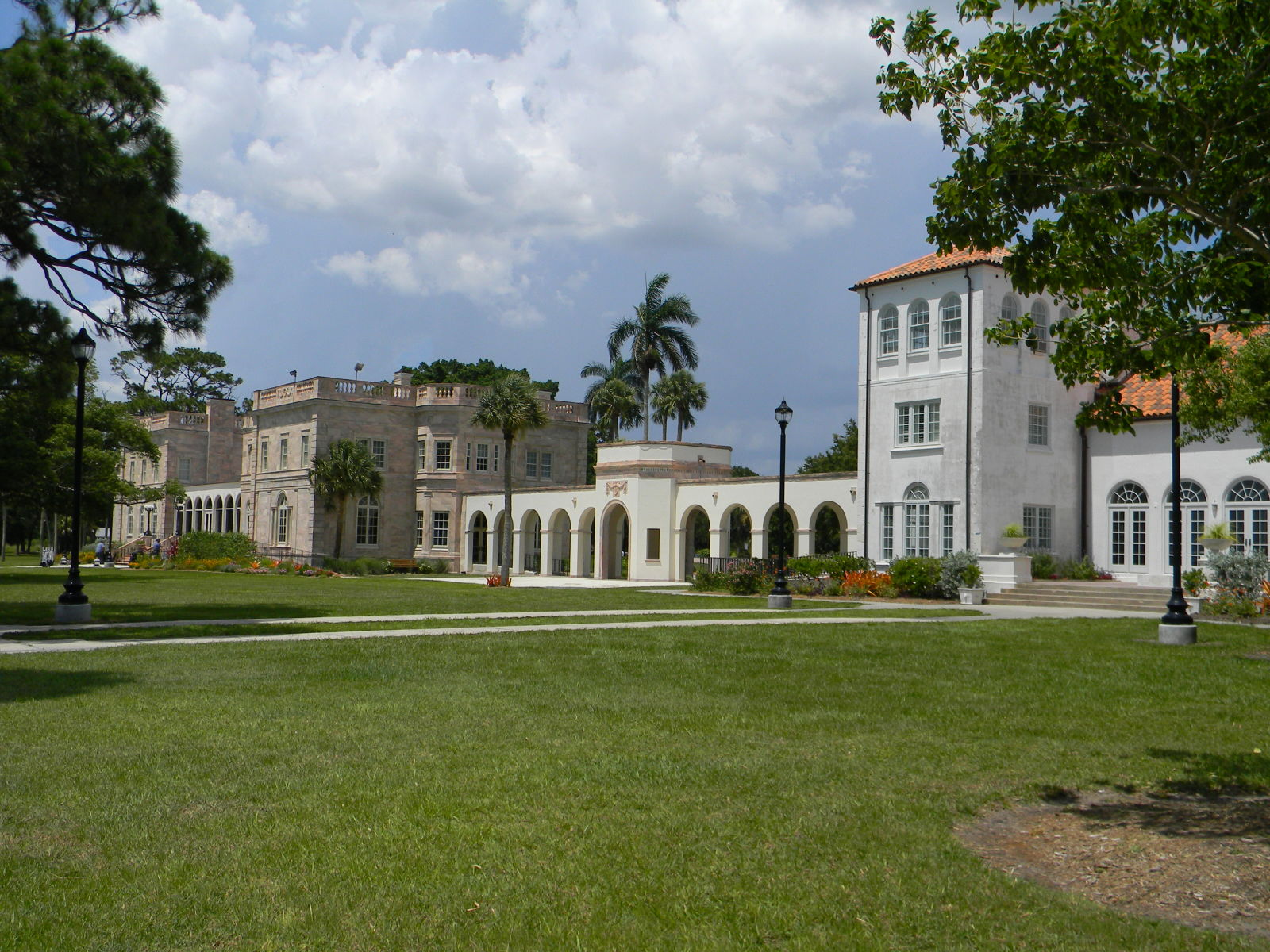
플로리다 뉴 칼리지 New College of Florida
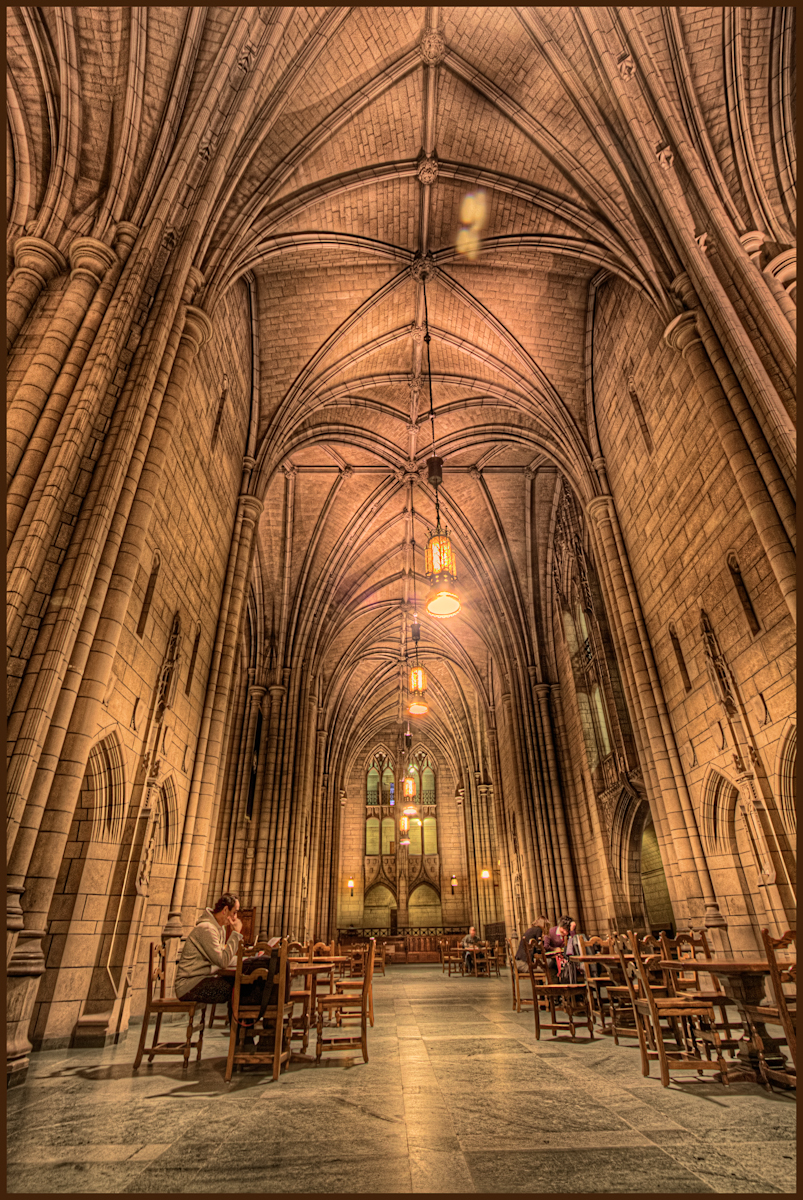
피츠버그 대학교 University of Pittsburgh
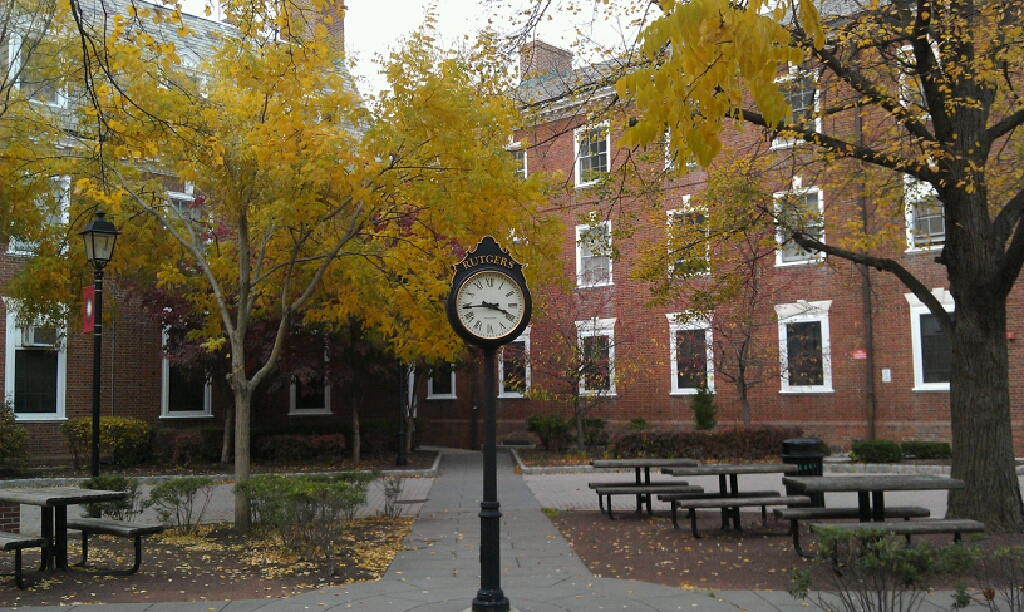
럿거스 대학교 Rutgers University
코네티컷 대학교 UConn
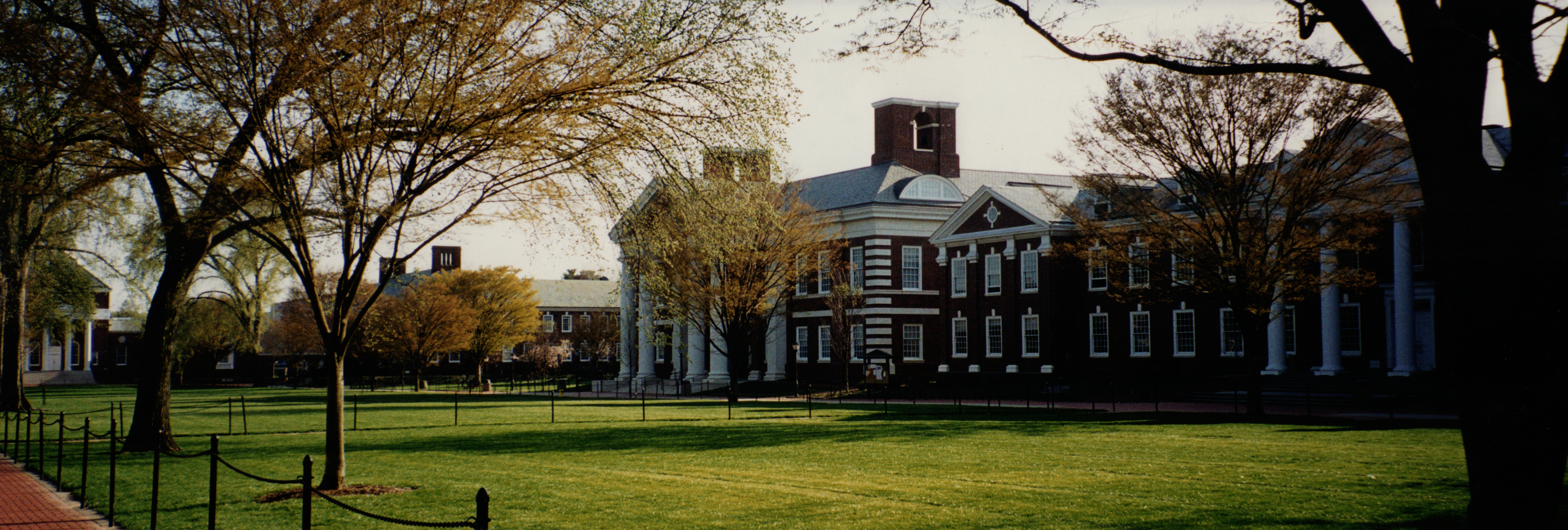
델라웨어 대학교 University of Delaware
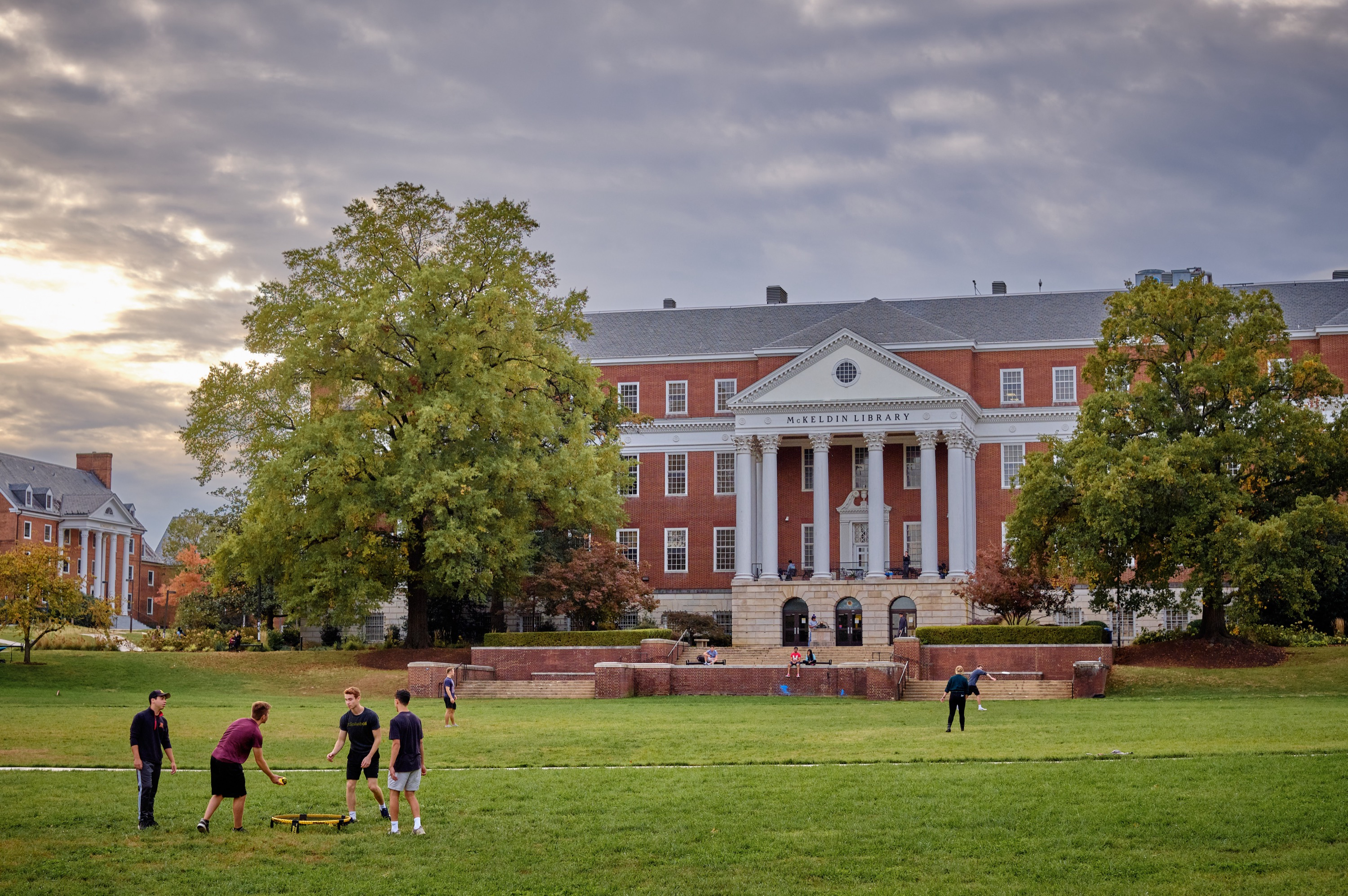
메릴랜드 대학교 University of Maryland, College Park
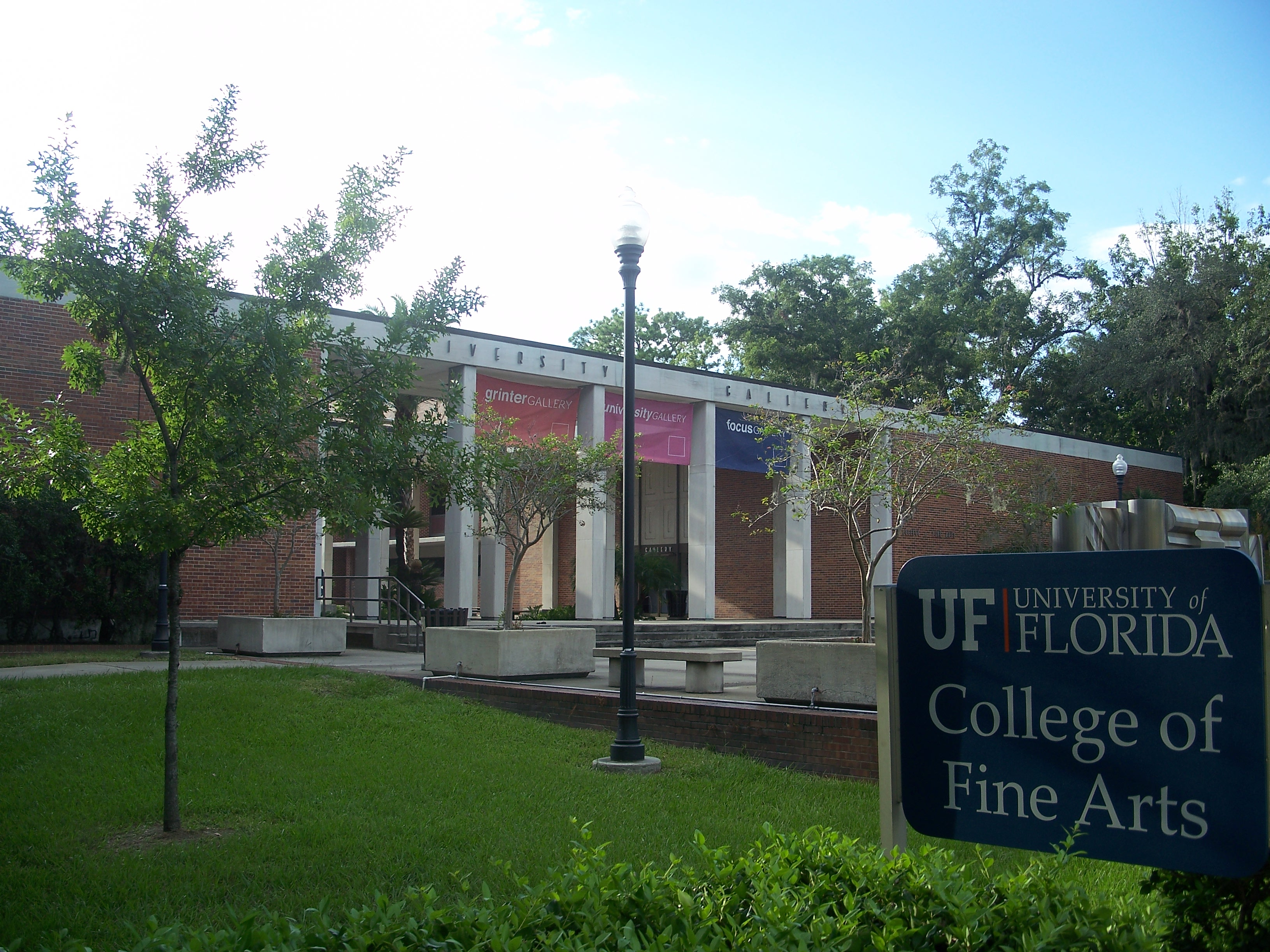
플로리다 대학교 University of Florida
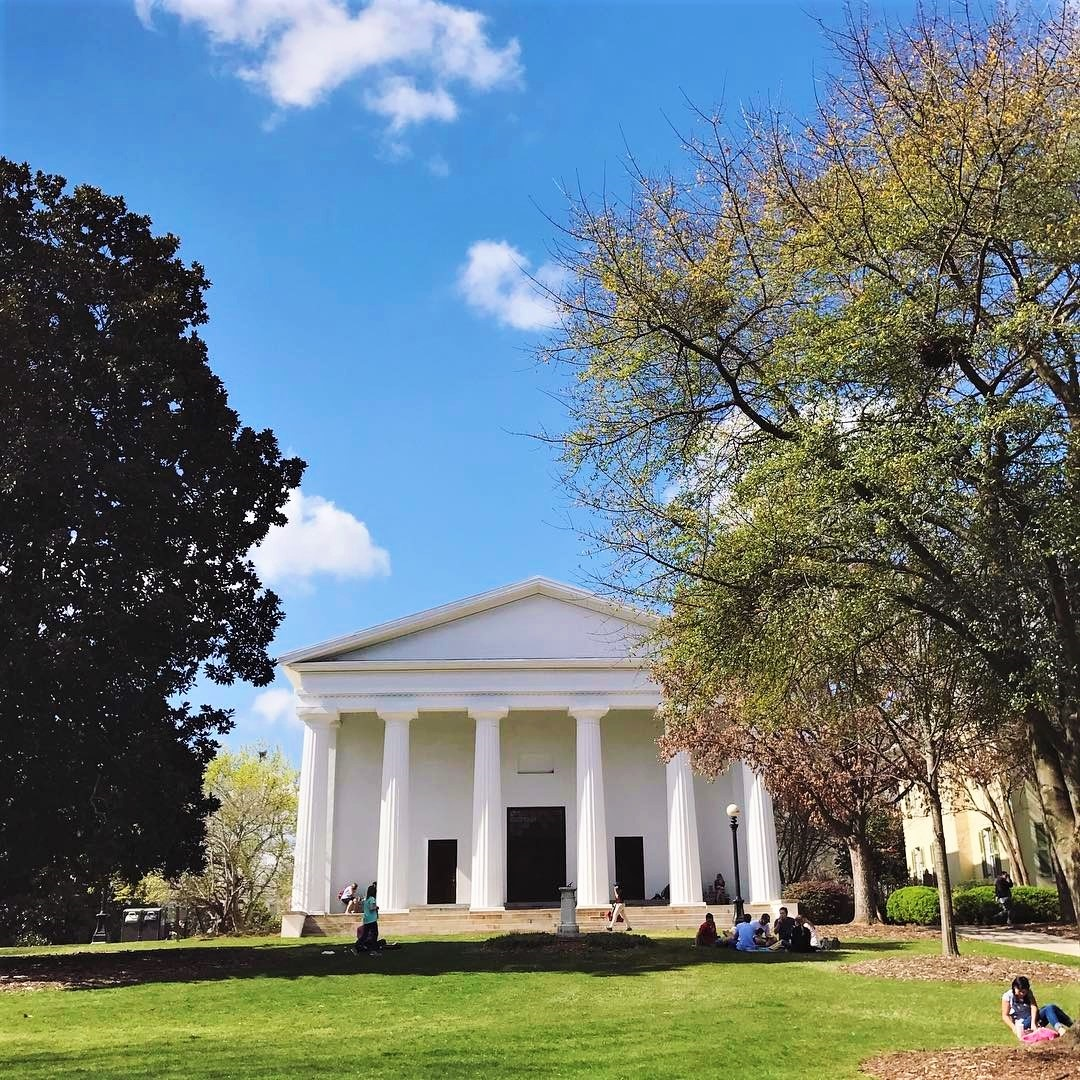
조지아 대학교 University of Georgia
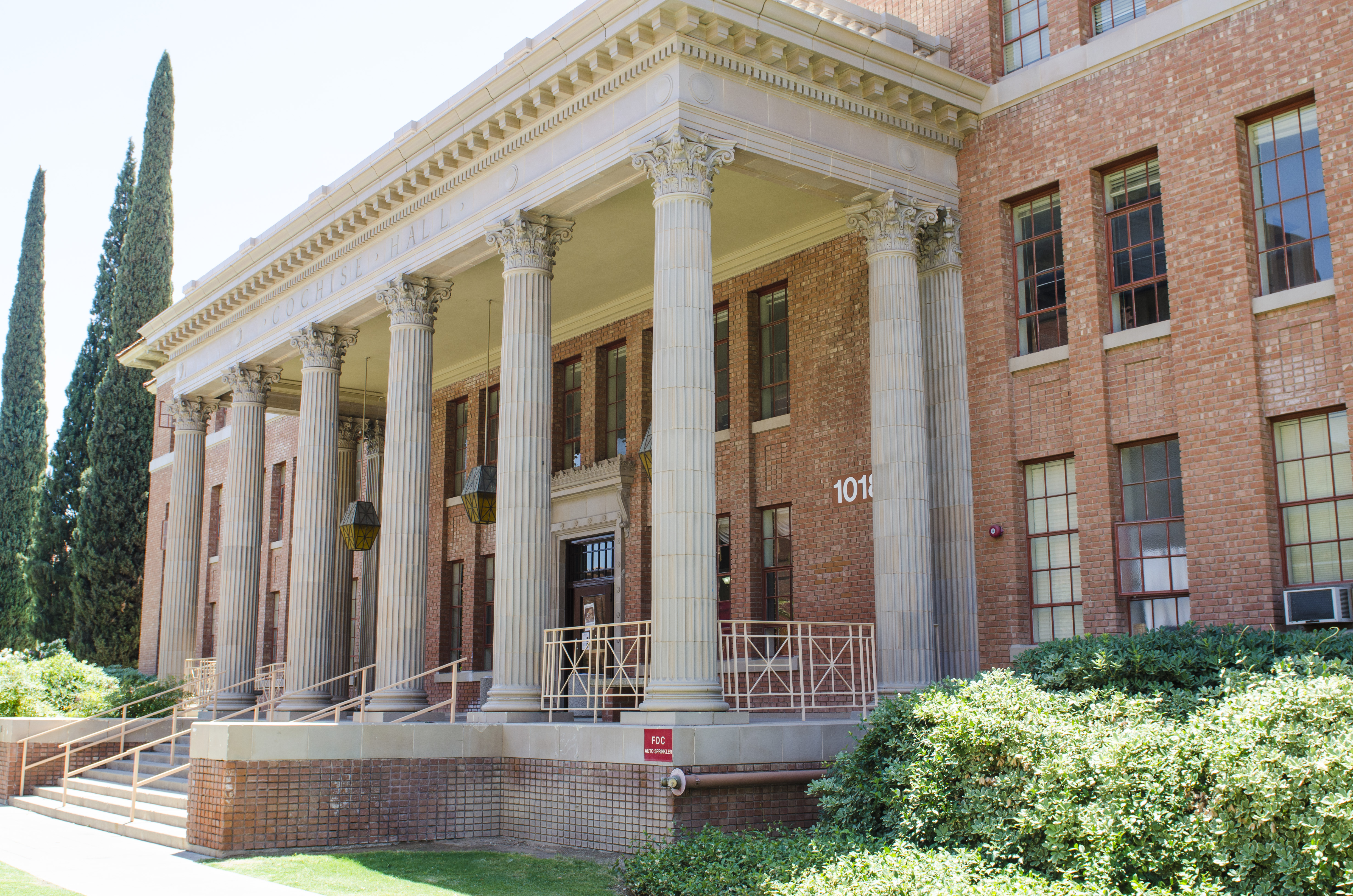
애리조나 대학교 University of Arizona
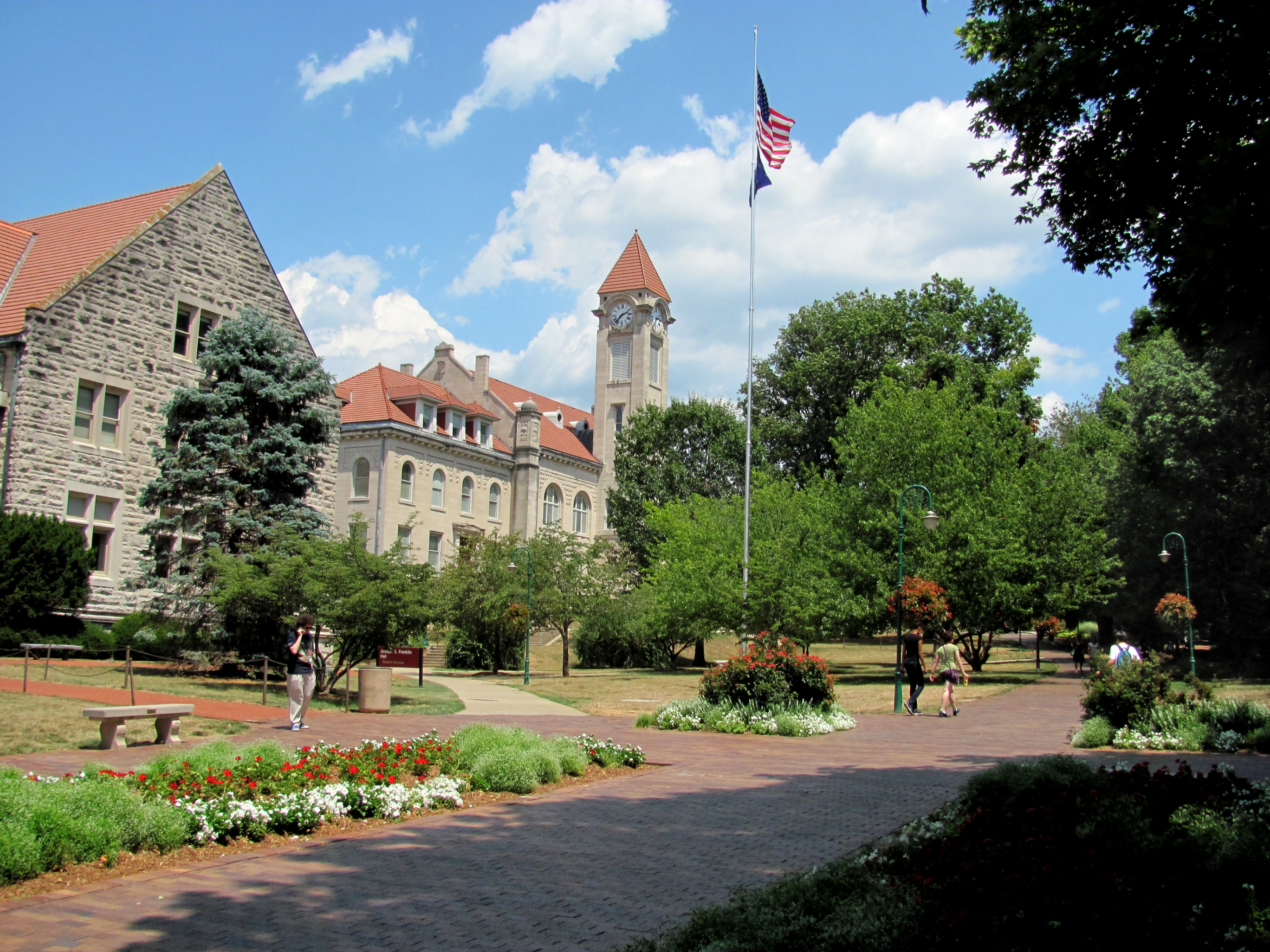
인디애나 대학교 IU Bloomington
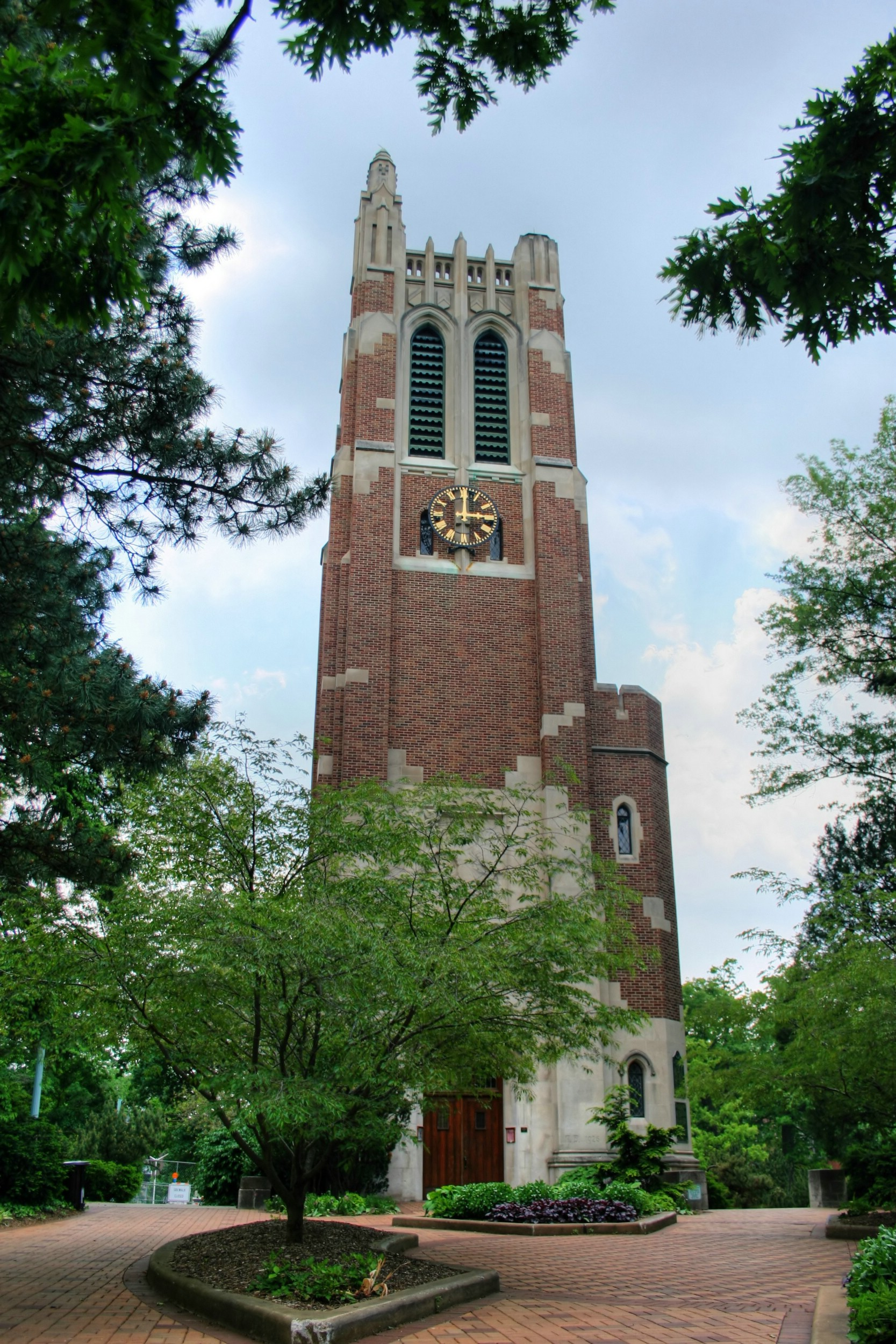
미시간 주립 대학교 Michigan State University
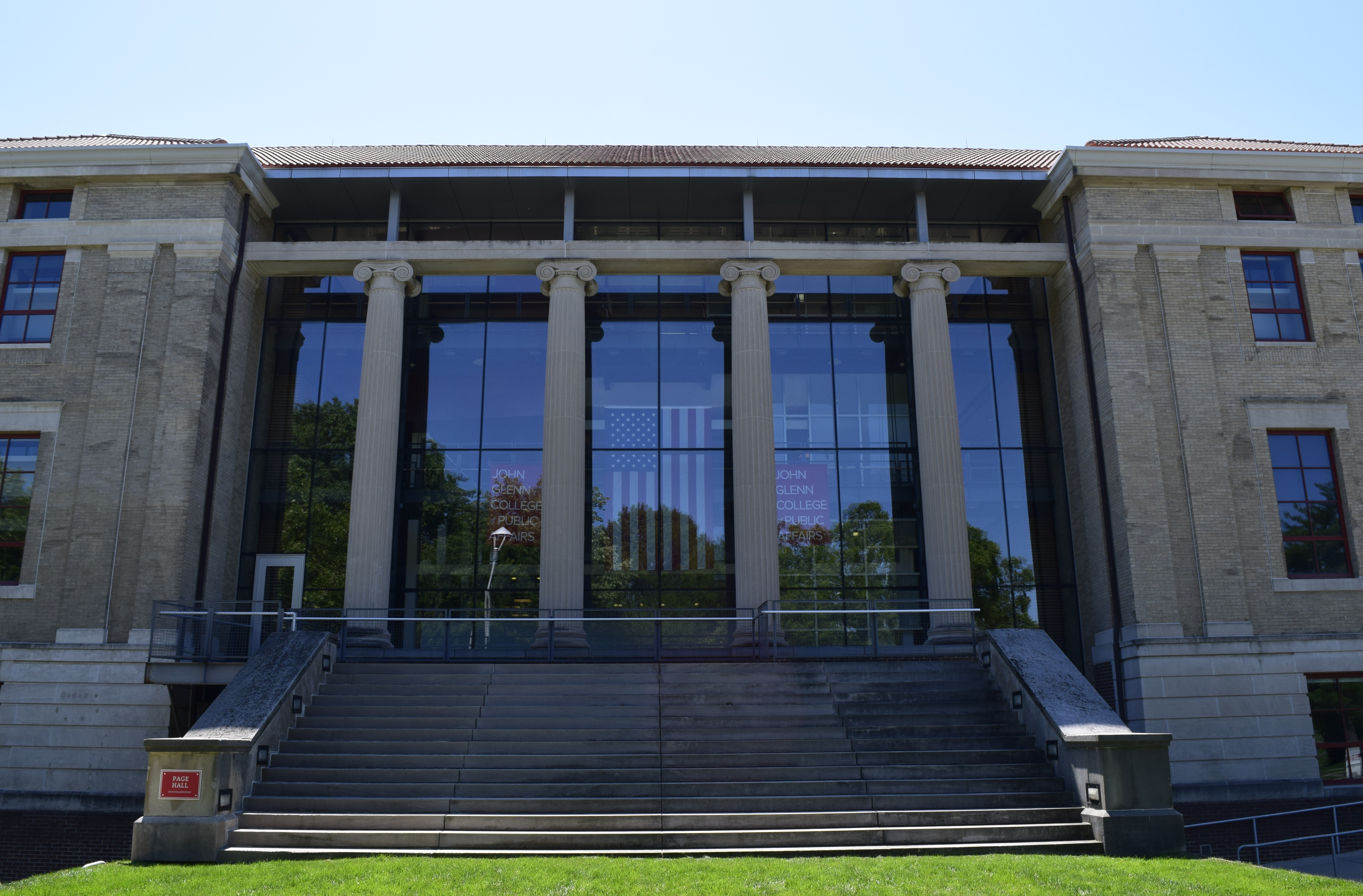
오하이오 주립 대학교 The Ohio State University
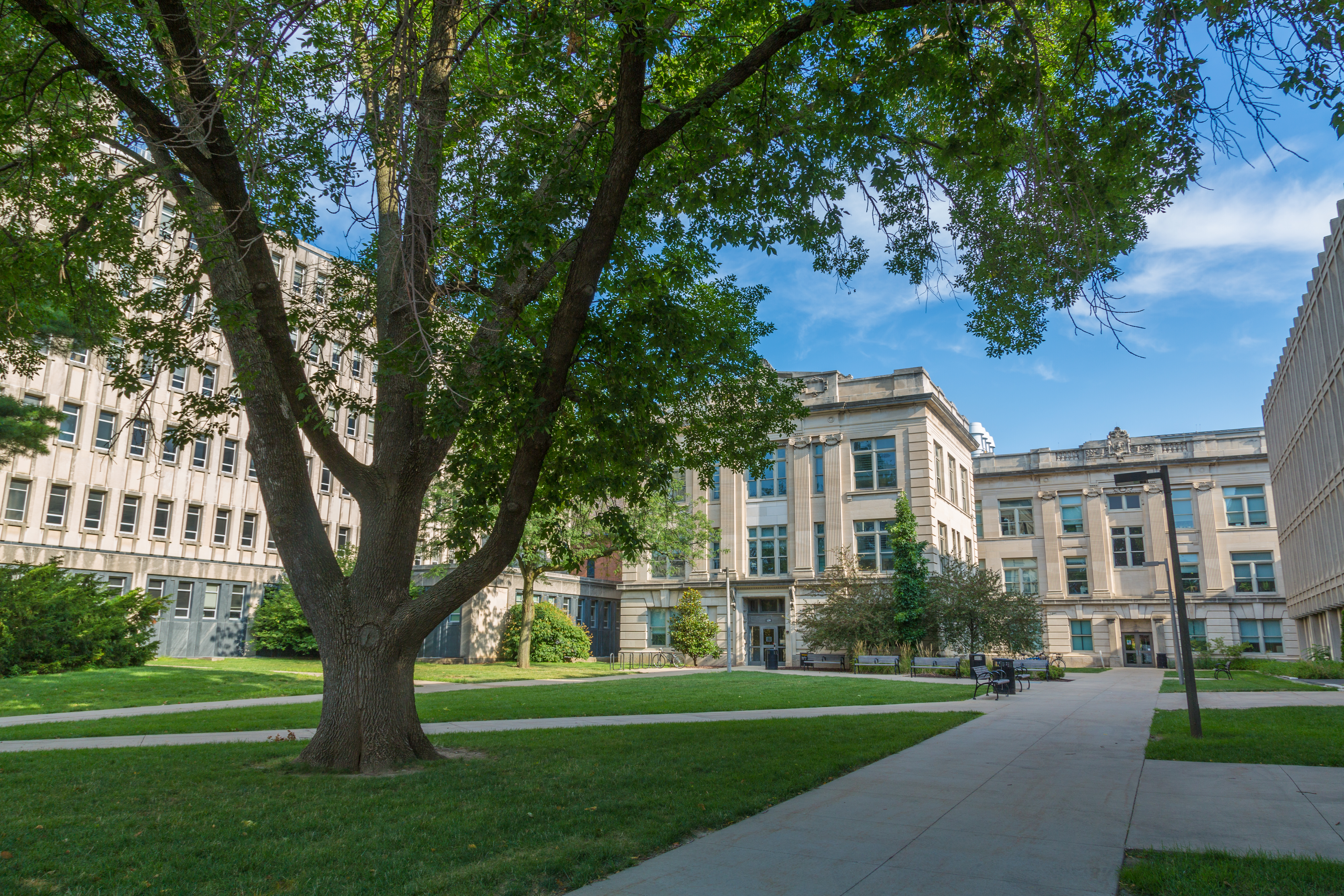
아이오와 대학교 University of Iowa
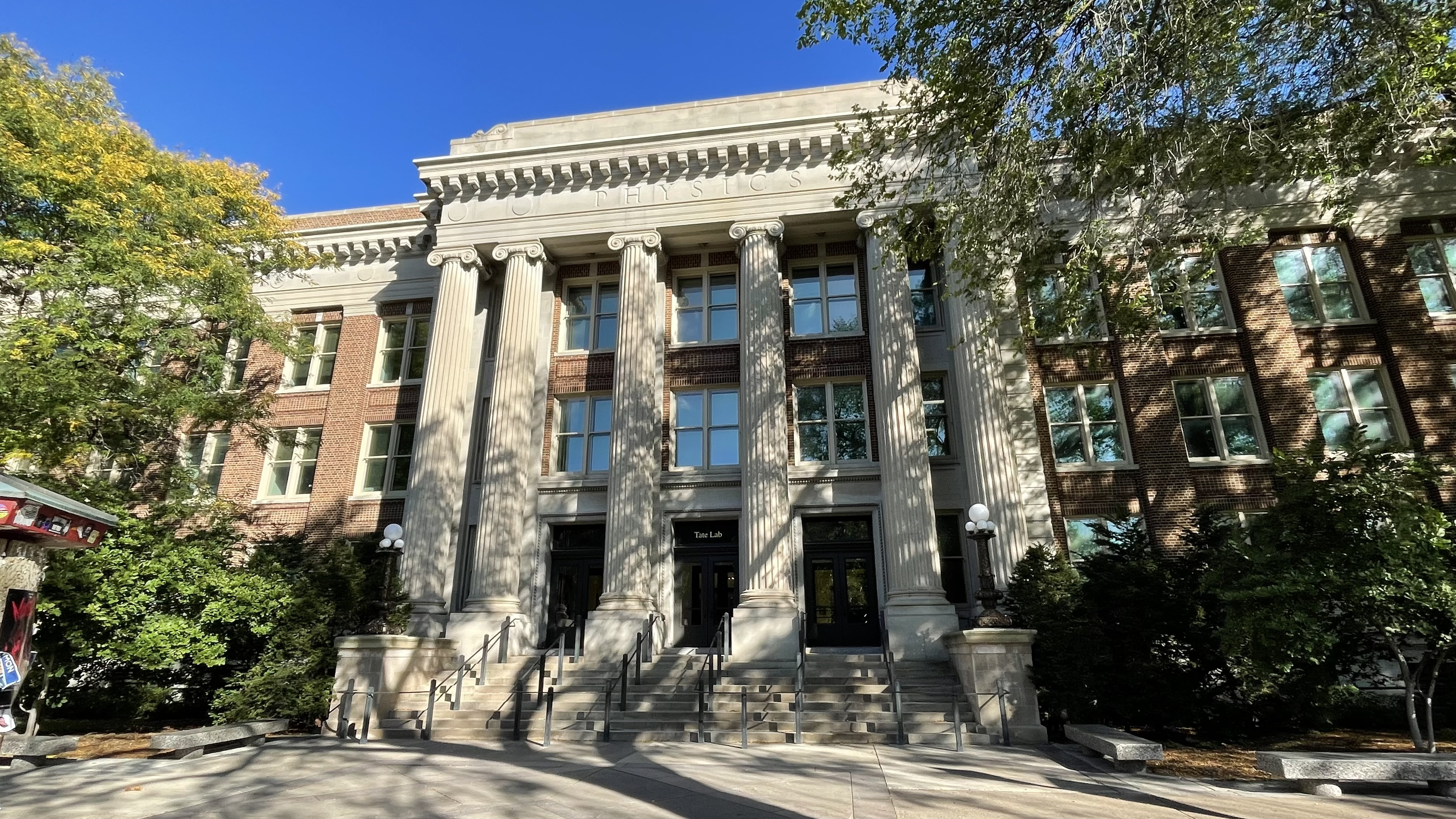
미네소타 대학교 University of Minnesota, Twin Cities

## 같이 보기
- 미국의 종합대학 목록
- 식민지시대에 설립된 미국의 대학교
- 공립대학
- 연구중심대학
- 플래그십
- (영어) Flagship universities